# Tectaria squamipes
Tectaria squamipes är en ormbunkeart som beskrevs av Holtt. Tectaria squamipes ingår i släktet Tectaria och familjen Tectariaceae. Inga underarter finns listade.